# Fondazione Centro Studi sulla civiltà del Tardo Medioevo
La Fondazione Centro Studi sulla Civiltà del Tardo Medioevo è una istituzione che promuove ricerche e pubblicazioni sulla storia della civiltà tardo medievale (XI-XV secolo) attraverso convegni, congressi, seminari di studio, conferenze e pubblicazioni. Tutte le attività sono svolte in collaborazione con il MIUR, le Università, le amministrazioni statali e con altri organismi pubblici e privati.
Ha sede nell'Ex Conservatorio di Santa Chiara a San Miniato.

## Storia
Il Centro nacque per volontà e iniziativa dello storico Sergio Gensini e Marinella Marianelli, assessore alla cultura del Comune di San Miniato, che raccolsero l'idea, coltivata sin dal 1965 da Ernesto Sestan, di istituire un Centro di studi sulla civiltà comunale che fosse "il pendant del Centro italiano di studi sull'alto medioevo di Spoleto per il basso medioevo". Fu ufficialmente istituito con delibera del Consiglio comunale di San Miniato del 27 dicembre 1985 e inaugurato il 14 giugno 1986 in occasione della presentazione degli atti del convegno internazionale Politica e cultura nell'Italia di Federico II tenutosi nel settembre 1984.
Il primo consiglio di amministrazione fu presieduto da Marinella Marianelli, mentre la presidenza del Comitato scientifico, formato da docenti provenienti da numerose università italiane e dai direttori di alcuni istituti culturali stranieri attivi in Italia, fu affidata a Paolo Brezzi. Alla realizzazione del Centro, che nel 1999 con il riconoscimento della personalità giuridica e l'approvazione dello statuto, divenne Fondazione, contribuirono il Comune di San Miniato, la Cassa di Risparmio di San Miniato, la Regione Toscana, la Provincia di Pisa e il Ministero per i beni e le attività culturali.
La Fondazione è associata al Fédération Internationale des Instituts d’Études
médiévales. Dal 2008 sono stati siglati accordi di cooperazione didattica e scientifica con le Scuole di Dottorato in Studi Storici e Storia Medievale delle università di Bologna, Firenze e Torino.

## Presidenti

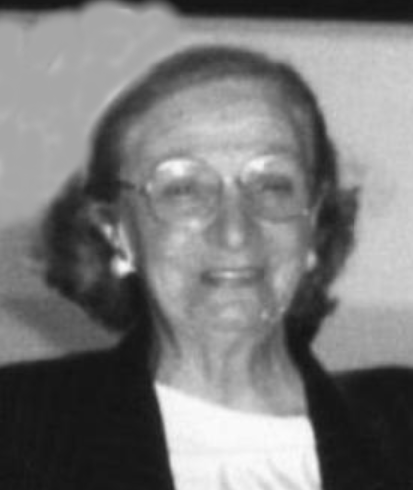
Marinella Marianelli

Consiglio di amministrazione
- Marinella Marianelli (1985-2006)
- Raffaella Grana (2006-2010)
- Chiara Rossi (2010-2014)
- Laura Baldini (2014 - in corso)

Comitato scientifico
- Paolo Brezzi  (1985-1990)[7]
- Giorgio Chittolini (1991-2004)
- Gian Maria Varanini (2005-2015)
- Andrea Zorzi (2015 - in corso)

## Attività
Il Centro Studi organizza convegni nazionali e internazionali a cadenza biennale, su temi della storia medioevale i cui atti vengono pubblicati nelle collane "Studi e ricerca" e "Biblioteca" (degli editori Pacini e Firenze University Press); promuove seminari di studio a cadenza annuale destinati a giovani ricercatori italiani e stranieri, attraverso bandi di concorso, e a funzionari di biblioteche e archivi di stato. Sempre annualmente promuove Giornate di studio su tematiche diverse, sia per fare il punto sullo stato della ricerca italiana e internazionale, sia per approfondire le tematiche di storia locale; promuove inoltre corsi di aggiornamento per docenti della scuola secondaria di primo e secondo grado.
Dal 2015, in memoria di Marinella Marianelli, il Centro ha avviato la promozione di iniziative annuali di ricerche archivistiche e concorsi rivolti agli istituti secondari in collaborazione con l'archivio storico di San Miniato nell'ambito del progetto denominato "A scuola d'archivio".

## Pubblicazioni
Per una disamina completa delle pubblicazioni e delle attività del Centro Studi si rimanda alla pagina ufficiale.

### Collana "Studi e Ricerche"
- 2018, I centri minori italiani nel tardo medioevo. Cambiamento sociale, crescita economica, processi di ristrutturazione (secoli XIII-XVI). 22/24 settembre 2016, a cura di Gian Maria Varanini, Federico Lattanzio, pp. 496, FUP Firenze, 2018.
- 2015, Deformità fisica e identità della persona tra medioevo ed età moderna, 21/23 Settembre 2012, a cura di Gian Maria Varanini, pp. 451, FUP Firenze, 2015.
- 2013, Storiografia e identità dei centri minori italiani tra la fine del medioevo e l’ottocento, 24/26 Settembre 2010, a cura di Gian Maria Varanini, pp. 340, FUP Firenze, 2013.
- 2010, Le calamità ambientali nel Tardo Medioevo europeo: realtà, percezione, reazione, 31 Maggio/2 Giugno 2008, a cura di Michael Matheus, Gabriella Piccinni, Giuliano Pinto, Gian Maria Varanini, pp. 460, FUP Firenze 2010.
- 2007, La morte e i suoi riti in Italia tra Medioevo e prima Età Moderna, 8/10 Ottobre 2004, a cura Gian Maria Varanini, Francesco Salvestrini e Anna Zangarini, pp. 532, FUP Firenze 2007.
- 2006, L'Italia alla fine del Medioevo II: i caratteri originali nel quadro europeo, 10/12 Ottobre 2002, a cura di Federica Cengarle, pp.295, FUP Firenze 2006.
- 2006, L'Italia alla fine del Medioevo: i caratteri originali nel quadro europeo, 28 settembre - 1 ottobre 2000 a cura di Francesco Salvestrini, pp. 496, FUP, Firenze 2006.
- 2000, Viaggiare nel Medioevo, a cura di Sergio Gensini, pp. 614, Pacini, Pisa 2000.
- 1998, Vita religiosa e identità politiche: universalità e particolarismi nell'Europa del Tardo Medioevo, a cura di Sergio Gensini, pp. 616, Pacini, Pisa 1998.
- 1996, Principi e città alla fine del Medioevo, a cura di Sergio Gensini, pp. 476, Pacini, Pisa 1996.
- 1994, Roma capitale (1447-1527), a cura di Sergio Gensini, pp. XIV-634, Pacini, Pisa 1994.
- 1992, Europa e Mediterraneo tra Medioevo e prima Età Moderna: l'osservatorio italiano, a cura di Sergio Gensini, pp. 496, Pacini, Pisa 1992.
- 1990, Le Italie del Tardo Medioevo, a cura di Sergio Gensini, pp. 504, Pacini, Pisa 1990.
- 1988, La Toscana nel secolo XIV. Caratteri di una civiltà regionale, a cura di Sergio Gensini, pp. XII-544, Pacini, Pisa 1988.
- 1986, Politica e cultura nell'Italia di Federico II, a cura di Sergio Gensini, pp. 264, 40 tavole b/n, Pacini, Pisa 1986.

### Collana "Biblioteca"
- 2010, Vico Wallari - San Genesio. Ricerca storica e indagini archeologiche su una comunità del medio Valdarno inferiore fra Alto e pieno medioevo. Atti della giornata di studio (San Miniato 1 dicembre 2007), a cura di Federico Cantini e Francesco Salvestrini, pp. 172, FUP, Firenze 2010.
- 2002, Lo Stato territoriale fiorentino (secoli XIV-XV). Ricerche, linguaggi, confronti. Atti del Seminario internazionale di studi (San Miniato, 7-8- giugno 1996), a cura di Andrea Zorzi e William J. Connell, pp.675, Pacini, Pisa 2002.
- 1999, Il cuoio e le pelli in Toscana: produzione e mercato nel Tardo Medioevo e nell’Età Moderna, a cura di Sergio Gensini, pp. 406, Pacini, Pisa 1999

### Pubblicazioni straordinarie
- 2009, Il Centro Studi sulla civiltà del Tardo Medioevo in San Miniato. Venticinque anni di attività (1984-2008), a cura di Francesco Salvestrini, pp.108 FUP Firenze 2009.
- 1998, Bibliografia Statutaria italiana 1985-1995, AA.VV. Biblioteca del Senato della Repubblica, Roma 1998
- 1994, Statuti del Comune di San Miniato (1337), a cura di Francesco Salvestrini, ETS, Pisa 1994

### Convegni
- 21-23 Ottobre 2021 Migrazioni, forme di inte(g)razione, cittadinanze nell’Italia del tardo medioevo.
- 11-13 Ottobre 2018 Libertas e libertates nel tardo medioevo. Realtà italiane nel contesto europeo.
- 22-24 Settembre 2016 I centri minori italiani nel tardo medioevo. Cambiamento sociale, crescita economica, processi di ristrutturazione (secc. XIII-XVI).
- 21-23 Settembre 2012 Deformità fisica e identità della persona tra medioevo ed età moderna.
- 24-26 Settembre 2010 Storiografia e identità dei centri minori italiani tra la fine del medioevo e l’ottocento.
- 31 Maggio - 2 Giugno 2008 Le calamità ambientali nel Tardo Medioevo europeo: realtà, percezione, reazione.
- 8-10 Ottobre 2004 La morte e i suoi riti in Italia tra Medioevo e prima Età Moderna.
- 10-12 Ottobre 2002 L’Italia alla fine del Medioevo: i caratteri originali nel quadro europeo.
- 28 Settembre -1 Ottobre 2000 L’Italia alla fine del Medioevo: i caratteri originali nel quadro europeo.
- 1998 Viaggiare nel Medioevo.
- 1996 Vita religiosa e identità politiche: universalità e particolarismi nell’Europa del Tardo Medioevo.
- 1994 Principi e città alla fine del Medioevo.
- 1992 Roma capitale (1447-1527).
- 1990 Europa e Mediterraneo tra Medioevo e prima Età Moderna: l’osservatorio italiano.